# Pavel Petrovitch Maksoutov
Prince Pavel Petrovitch Maksoutov (en russe : Павел Петрович Максутов), né le 25 avril 1825 à Penza et décédé le 8 mai 1882 à Taganrog est un militaire russe, héros de la Guerre de Crimée. Il fut kontr-admiral russe et gouverneur de Taganrog de 1876 à 1882.

## Biographie
Pavel Petrovitch Maksoutov est le fils de Piotr Ivanovitch Maksoutov et frère cadet du prince et kontr-admiral Dimitri Petrovitch Maksutov (1832-1889) et d'Alexandre Petrovitch Maksoutov.

### Carrière militaire
Au cours de la Guerre de Crimée, Pavel Petrovitch Maksoutov servit dans la flotte de la mer Noire à bord du bâtiment de guerre Paris. Il participa à la bataille de Sinope le 30 novembre 1853. Le prince servit sous les ordres de l'amiral Novosilsky. Au cours du siège de Sébastopol, le prince démontra un courage héroïque, il fut blessé de plusieurs balles. Au 349e jour du siège de Sébastopol (1854), il fut décoré de l'Ordre de Saint-Vladimir (quatrième degré avec ruban). Au cours de la Guerre de Crimée, il fut promu sous-lieutenant de bord et au terme de ce conflit il reçut l'Ordre de Sainte-Anne (second et troisième degré) avec ruban et armes d'or et citation « pour bravoure ».

### Carrière politique
Il fut promu vice-amiral et gouverneur de Taganrog en 1876, poste qu'il occupa jusqu'en 1882. Il devint célèbre pour son implication dans l'Affaire Valliano.

### Décès et inhumation
Cette Affaire Valliano affecta gravement sa santé. Il mourut subitement le 22 mai 1882 à Taganrog. Pavel Petrovitch Maksoutov fut inhumé au monastère Saint-Nicolas à Sébastopol. Sa tombe est surmontée d'une croix de marbre blanc. Au pied de cette dernière, on peut lire cette inscription : « Prince Pavel Maksutov, né le 15 avril 1825, décédé le 8 mai 1882, il a participé à la bataille navale de Sinop à bord du Paris pour la défense de Sébastopol ».

## Distinctions
- 1854 : Ordre de Saint-Vladimir (quatrième degré avec ruban)
- 1856 : Ordre de Sainte-Anne (second degré)
- 1856 : Ordre de Sainte-Anne troisième degré (les deux derniers Ordres décernés avec ruban, armes d'or et citation « pour bravoure »)

## Sources
- (en) Cet article est partiellement ou en totalité issu de l’article de Wikipédia en anglais intitulé « Pavel Maksutov » (voir la liste des auteurs).